# Masafumi Terada
Masafumi Terada (japanisch 寺田 匡史 Terada Masafumi; * 10. Januar 1994 in Hirado, Präfektur Nagasaki) ist ein ehemaliger japanischer Fußballspieler.

## Karriere
Masafumi Terada erlernte das Fußballspielen in der Schulmannschaft der Nagasaki Kita High School und der Universitätsmannschaft der National Institute of Fitness and Sports in Kanoya. Seinen ersten Vertrag unterschrieb er 2016 beim Kagoshima United FC. Der Verein spielte in der dritthöchsten Liga des Landes, der J3 League. Für den Verein absolvierte er acht Ligaspiele. 2018 wurde er an Artista Asama ausgeliehen. Für den Verein absolvierte er 13 Ligaspiele. 2019 wurde er an den Viertligisten Veertien Mie verliehen. Nach Ende der Ausleihe wurde er am 1. Februar 2021 von dem Verein aus Kuwana fest unter Vertrag genommen. Nach Ende der Saison 2023 beendete er seine Karriere als Fußballspieler.